# Urmas Kruuse
Pour les articles ayant des titres homophones, voir Kruse (homonymie).

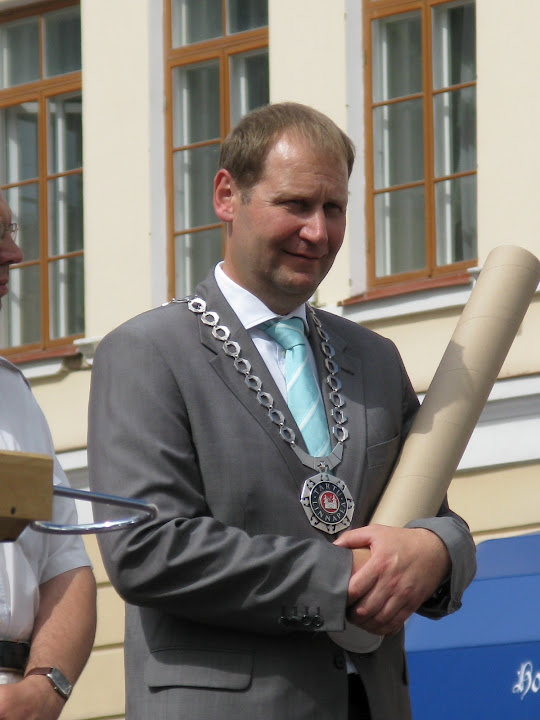
Urmas Kruuse en juillet 2012.

Urmas Kruuse (né le 14 juillet 1965 à Elva) est un homme politique estonien, membre du Parti de la réforme d'Estonie.

## Biographie
Urmas Kruuse a été maire d'Elva de 2002 à 2007 puis maire de Tartu de 2007 à 2014 avant de devenir ministre du Travail et de la Santé du gouvernement Rõivas I le 26 mars 2014. Le 9 avril 2015 il est nommé ministre des Affaires rurales.